# Feechopf
Il Feechopf (3.888 m s.l.m.) è una montagna del Massiccio del Mischabel nelle Alpi Pennine. Si trova nel Canton Vallese lungo la cresta di montagne che separa la Mattertal dalla Saastal.

## Descrizione
La montagna si trova ad ovest dell'Allalinhorn e separata da questo dal Fee-joch (3.810 m). Si trova inoltre a sud dell'Alphubel e separata da questo dall'Alphubeljoch (3.772 m).

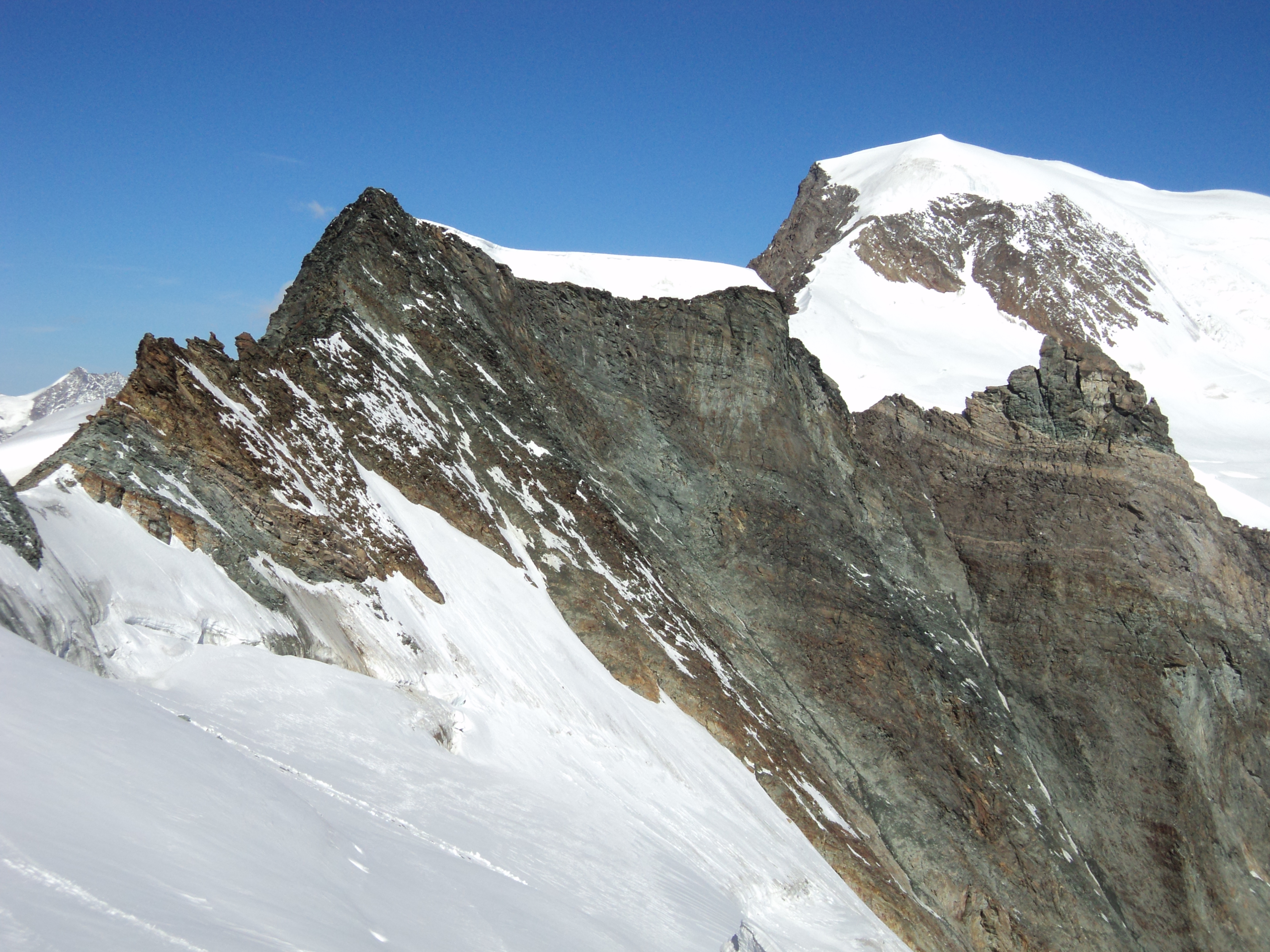
Il Feechopf (a sinistra) e l'Alphubel (a destra) visti salendo lungo la via normale all'Allalinhorn.

## Salita alla vetta
Si può salire sulla vetta partendo da Mittelallalin (3.456 m) dove arrivano gli impianti di risalita da Saas-Fee. Da Mittelallalin si sale al Fee-joch (3.810 m), colle che separa l'Allalinhorn dal Feechopf. Dal Fee-joch si risale la rocciosa cresta orientale.